# Institut für Freizeit- und Tourismusforschung
Das Institut für Freizeit- und Tourismusforschung (IFT) ist ein ehemaliges Ludwig-Boltzmann-Institut in Österreich, das heute privat geführt wird.

## Geschichte
Schon 1972 wurde von der Republik Österreich, vertreten durch die Ministerien für Bildung (seinerzeit mit Sport), Wirtschaft und Gesundheit eine Freizeitsportorganisation (Praxismodell TSA) als Public Private Partnership im Freizeitbereich gegründet, die 1987 österreichweit 40.000 Mitglieder hatte.
Aus dieser Praxiserfahrung entwickelte sich eine Forschungseinrichtung zu empirischer Sozialforschung, das ab 1987 anfangs als Ludwig-Boltzmann-Institut für Angewandte Sportpsychologie und Freizeitpädagogik, später als Ludwig Boltzmann Institut für Freizeit- und Tourismusforschung im Auftrag der Ludwig Boltzmann Gesellschaft geführt wurde. Wissenschaftliche und administrative Leiter des Instituts wurden der Sozialwissenschaftler und Pädagoge Peter Zellmann (vorher an der Turn- und Sportanstalt an den Pädagogischen Akademien und Nachfolgeunternehmen U4-Fitness-Touristik, Sport und Animation) für Wien und später Reinhold Popp (Studium Pädagogik, Politikwissenschaft und Psychologie an den Universitäten Salzburg und Innsbruck) für die Dependance Salzburg.
Das Institut kooperierte eng mit der Pädagogischen Akademie des Bundes in Wien und avancierte zur führenden Einrichtung der Untersuchung des Tourismus- und Freizeitgeschehens in Österreich. Im Besonderen wurden mit Freizeitmonitor (seit 1972) und Österreichischer Tourismusanalyse (seit 1995) zwei Standardwerke zum Tourismus in Österreich erarbeitet.
Mit der Reorganisation der Ludwig Boltzmann Gesellschaft 2002–2006, mit der zahlreichere kleinere Institute geschlossen oder umgewandelt wurden, wurde das Institut für Freizeit- und Tourismusforschung 2005 unabhängig und von Zellmann weitergeführt.
Popp gründete in Salzburg das Zentrum für Zukunftsstudien (ZfZ), das heute in die Fachhochschule Salzburg integriert ist.
Zellmann arbeitete in der Folge intensiv mit dem Zukunftswissenschaftler Horst W. Opaschowski zusammen, der bis 2010 die Hamburger Stiftung für Zukunftsfragen (SFZ) der British American Tobacco leitete (Zusammenarbeit zwischen BAT-SFZ und IFT gab es schon vorher). Zusammenarbeit gibt es auch mit Popps ZfZ Salzburg, dem SPECTRA-Marktforschungsinstitut von Peter Bruckmüller in Linz und besonders mit dem Wiener Institut L&R Sozialforschung von Ferdinand Lechner, Walter Reiter und Andreas Riesenfelder, das auf Thematiken wie Arbeitsmarkt-, Sozial- und Wirtschaftspolitik spezialisiert ist.

## Agenden
Das Institut untersucht heute speziell „das Verhalten, die Wünsche bzw. Bedürfnisse der Menschen in Arbeit und Freizeit bzw. Urlaub. Zur erweiterten Aufgabenstellung gehört auch die Qualifizierung sowie Klärung des Berufsbildes der in Freizeit und Tourismus beschäftigten Personen. Weitere Schwerpunkte des IFT stellen die Bereiche Lebensstilforschung (allgemein) sowie Sport, Fitness, Wellness und Wohnen im Besonderen dar.“
Die Tätigkeit umfasst auch Consulting und Evaluierung (Expertisen, Wirtschafts- und Politikberatung, Gutachtenerstellung), Auftragsforschung im Dienstleistungsbereich sowie Vorträge, Seminare und Lehre.

## Publikationen
Periodika:
- Freizeitmonitor, jährlich seit 1972 (qualitative Freizeitforschung, früher mit Fessel/GfK, heute mit Spectra Linz)
- Österreichische Tourismusanalyse, jährlich seit 1995

Publikationsverzeichnisse:
- Boltzmann-Institut: Publikationen 1996–2004, lbg.netz-werk.com
- Institut Zellmann: Übersicht, freizeitforschung.at